# 1244 هـ
1244 هـ هي سنة في التقويم الهجري امتدت مقابلةً في التقويم الميلادي بين سنتي 1828 و1829.

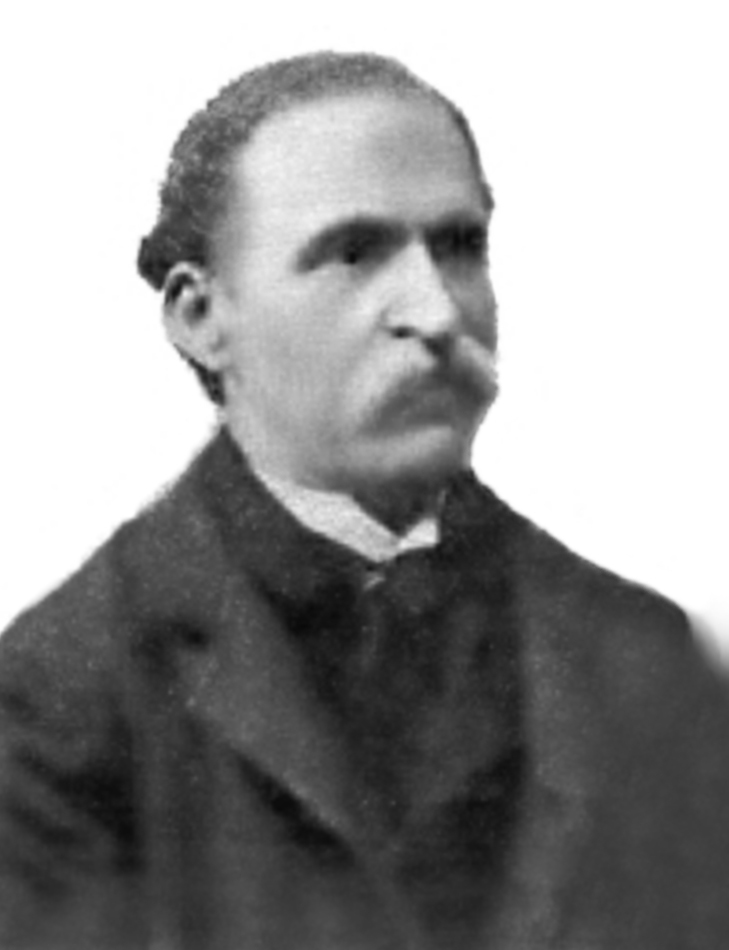
فرانشيسكو خافيير سيمونت

## أحداث
- الأمام تركي بن عبد الله ينشئ أول وزارة في الجزيرة العربية وهي وزارة الحروب برئاسته وهي تنهي الحروب بين الدولة السعودية الثانية أو أي دولة أخرى وأيضا تهتم بالحروب الداخلية خوفا على أن يحصل حرب أهلية[بحاجة لمصدر].

## مواليد
- أحمد عزت باشا
- أحمد عزت باشا العمري
- رشيد أحمد الكنكوهي
- فرانشيسكو خافيير سيمونت

## وفيات
- بتال بن محمد المطيري
- نشاط الاصفهاني